# Ленинский сельсовет (Чечерский район)
Ленинский сельсовет (бел. Ленінскі сельсавет) — административная единица на территории Чечерского района Гомельской области Беларуси. Административный центр — агрогородок Вознесенский.

## История
На территории сельсовета были упразднены посёлок Озерище, деревни Новозаречье, Подлужье, Себровичи.

## Состав
Ленинский сельсовет включает 10 населённых пунктов:
- Бердыж — деревня
- Вознесенский — агрогородок
- Залавье — деревня
- Ивановка — посёлок
- Михайловский — посёлок
- Нивки — деревня
- Новые Малыничи — деревня
- Средние Малыничи — деревня
- Старые Малыничи — деревня
- Чернявские Малыничи — деревня

Упразднённые населённые пункты
- Новозаречье — деревня
- Озерище — посёлок
- Подлужье — деревня
- Себровичи — деревня

## Достопримечательность
- Бердыжская палеотическая стоянка (находится в 3 км к югу от деревни Бердыж на реке Сож)